# Estádio Olímpico Atatürk
O Estádio Olímpico Atatürk (em turco, Atatürk Olimpiyat Stadı) é um estádio multiuso localizado na cidade de Istambul, na Turquia. É o maior estádio de futebol construído no país, com capacidade máxima atualmente fixada em 75 145 espectadores após a introdução da nova pista de atletismo na reforma promovida em 2020. É considerado um estádio padrão 5 estrelas pela UEFA desde 2004.

## Histórico
Começou a ser construído em 1997, sendo oficialmente inaugurado em 31 de julho de 2002 com a partida amistosa disputada entre o Galatasaray e o Olympiakos, que terminou com a vitória do clube local por 2–0. Desde sua inauguração, passou a ser oficialmente a nova casa da Seleção Turca de Futebol, substituindo o antigo Estádio Atatürk de Esmirna, palco histórico da seleção nacional desde 1971 e até então o estádio de maior capacidade da Turquia.
Foi a casa do Galatasaray na temporada 2003–04, enquanto era feita a reforma do Estádio Ali Sami Yen. Durante a temporada 2006–07, o clube voltou a jogar pela Liga dos Campeões no estádio. Também foi casa de outros times, como o İstanbul Başakşehir, Kasımpaşa e Beşiktaş quando tais clubes também promoveram a construção ou a reforma de seus atuais estádios. Desde 2020, o Karagümrük manda seus jogos oficiais pela Süper Lig de 2020–21 no estádio diante da inadequação de seu estádio para receber jogos oficiais da Primeira Divisão Turca.

## Infraestrutura
Foi originalmente concebido para a candidatura de Istambul aos Jogos Olímpicos de 2008. O estádio é parcialmente coberto por 2 telhados de aço que juntos pesam 1,300 toneladas. A cobertura oeste, projetada em forma de meia–lua e composta principalmente por uma viga mestra de 1,000 toneladas denominada mega–treliça, é sustentada por dois poços de concreto armado com um vão de 196 metros. 
Com suas 134 entradas e 148 portas de saída, o estádio permite a evacuação de 80,000 espectadores em 7,5 minutos em casos de emergência. Dois campos anexos para fins de aquecimento e treinamento de atletas são conectados diretamente ao estádio por um túnel.
A infraestrutura técnica e o design do estádio garantem ótima visibilidade de todas as arquibancadas com um nível de som homogêneo (102 dB) com sistemas de alto–falantes modernos e uma iluminação de 1,400 lx cobrindo todas as áreas do estádio. Um centro comercial de 42,200 m² está situado sob a cobertura oeste, com um comprimento de fachada frontal de 450 metros e um total de 6 andares, sendo 3 andares abaixo do nível do solo.

## Partidas Importantes
Em 25 de maio de 2005 recebeu a final da Liga dos Campeões, entre Milan e Liverpool, quando o time inglês foi para o intervalo perdendo por 3–0 e empatou o jogo no 2º tempo, levando-o para a prorrogação. Após persistir o empate no tempo extra, os ingleses venceram os italianos por 3–2 nos pênaltis e sagraram-se campeões europeus pela 5ª vez em sua história.
O estádio havia sido escolhido pela UEFA para receber mais uma vez a final da Liga dos Campeões e estava marcada para ocorrer no dia 30 de maio de 2020, porém devido a Pandemia de COVID-19, a final foi transferida para o Estádio da Luz em Lisboa, e ganhou uma nova data: 23 de agosto do mesmo ano e foi cotada novamente para sediar a final seguinte, marcada para ocorrer em 29 de maio de 2021. Entretanto, com a piora da situação da pandemia de COVID-19 na Turquia, a entidade cancelou a realização do jogo em Istambul e decidiu transferir a final para o Estádio do Dragão, localizado na cidade do Porto, em Portugal, na mesma data definida anteriormente. Assim, o Estádio sediou a Final da Liga dos Campeões da UEFA de 2022–23 após não conseguir sediar as finais das temporadas 2019–20 e 2020–21.
A final da Liga dos Campeões, disputada em 10 de junho de 2023 entre Manchester City e Inter de Milão, mais um encontro de italianos, mas dessa vez vencida pelos ingleses por 1-0 no segundo tempo, sagrando-se campeões pela primeira vez na história.

## Curiosidade
É um excelente local para shows de grande porte. Em 6 de setembro de 2010, o estádio recebeu um espetáculo da banda de rock U2, como parte da U2 360° Tour, num show para 55,000 espectadores no local. 